# Cymothoe fumosa
Cymothoe fumosa är en fjärilsart som beskrevs av Otto Staudinger 1896. Cymothoe fumosa ingår i släktet Cymothoe och familjen praktfjärilar. Inga underarter finns listade i Catalogue of Life.